# Circus of Power
Circus of Power war eine US-amerikanische Hard-Rock-Band. Sie wurde 1986 in New York City gegründet und bestand bis Mitte der 1990er Jahre.

## Geschichte
Anfangs bestand die Band aus dem Sänger Alex Mitchell, den Gitarristen Ricky Mahler und Gary Sunshine, dem Bassisten Craymore Stevens und dem Schlagzeuger Ryan Maher. Die Band spielte einige Zeit in New York, bevor sie einen Plattenvertrag bei RCA Records erlangen konnte. Um 1990 stieß Zowie als Bassist hinzu. 1990 konnten Circus of Power als Vorgruppe für Black Sabbath auf der Tour zu ihrem Album Tyr spielen. Zowie wurde schließlich durch Marc „Frap“ Frappier ersetzt. 1991 unterschrieb die Band bei Columbia Records und zog nach Los Angeles um. Auf Columbia brachten sie 1993 Magic & Madness heraus, das zwar bei Kritikern nicht schlecht abschnitt, dem jedoch größerer kommerziellen Erfolg verwehrt blieb. Die Band löste sich um 1995 auf.
2009 spielte die Band in Los Angeles eine Reunion-Show.
Am 8. Dezember 2017 erschien ein viertes Album der Band, das den Titel Four trägt und vierzehn neue Songs enthält, über das Label Noize in the Attic.

## Diskografie
- 1988: Circus of Power
- 1989: Still Alive
- 1990: Vices
- 1990: Live at The Ritz
- 1993: Magic & Madness
- 2017: Four